# Mapa T e O

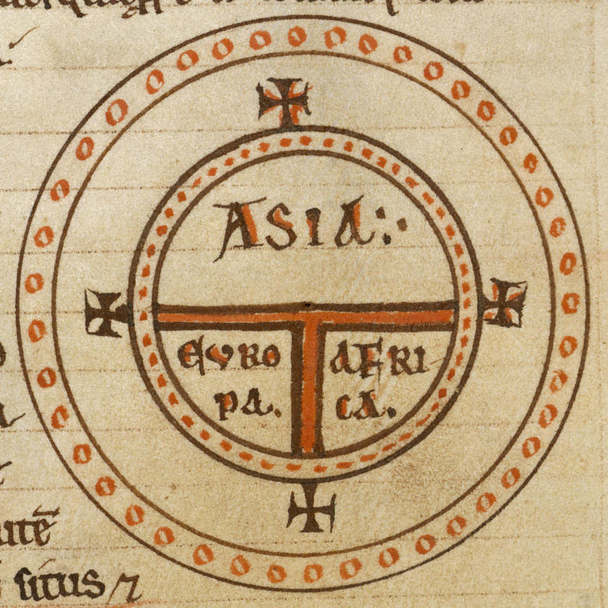
Mapa T e O do Etymologiae de Santo Isidoro de Sevilha

O mapa T e O consiste num modelo de mapa-múndi medieval, descrevendo o mundo segundo a ideias de Isidoro de Sevilha em sua publicação Etymologiae.
O disco de Isidoro refere-se ao mapa-múndi do século XIII. Este mapa esta dividido em três continentes: Ásia, África e Europa. O mapa apresenta claramente referências cristãs em suas escritas, como nomes encontrados na Bíblia, escritos embaixo de cada continente.
O disco de Santo Isidoro, serviu como referência até o final da Idade Média (século XV), aonde os Renascentistas com as novas descobertas, e principalmente com a descoberta do "Novo Mundo" (Américas), começaram a elaborar novos tipos de mapas. Ele é também considerado como "o mapa origem". 
Isodoro (570–636), então bispo de Sevilha, criou o mapa etimologias (Etymologiae), igualmente chamado de mapa T-O. Ele possui um arranjo com o seguinte significado: o T representam as massas de águas que separam a terra (ou ecúmero, as terras habitadas do mundo) — o Mediterrâneo que separa a Europa da África; o Nilo, que separava a África da Ásia; e o rio Dom, separando a Ásia da Europa. O mundo habitado (ecúmero) teria sido dividido por Noé, após o fim do dilúvio, o T, representaria a Cruz e marcaria o “centro” do mundo, onde estaria localizada Jerusalém. Tais mapas eram circulares e cercados por um grande Oceano.
O nome T–O significa Orbis Terrarum, com o T indicando Cristo crucificado e O indicando o oceano, o qual envolve o orbe. O mundo terreno, assim, deveria ser representado por suas iniciais, T e O, a partir do modelo de Isidoro de Sevilha. Um mapa formado por ensinamentos bíblicos do ser humano enquanto microcosmo e do espaço plano e em formato de disco.
As representações de uma pequena parte do mundo (corografia medieval) seguem um padrão importante, praticamente todas são circulares, a partir do modelo T–O, pelo qual se buscava reconhecer o mundo então conhecido, com uma grande massa compacta, dividida em 3 partes (Europa, Ásia e África), separadas por 3 grandes massas de água: o Nilo, o Mediterrâneo e o Dom.
No centro da respectiva representação, estaria a Jerusalém terrestre, tendo a Europa sido povoada pelo filho mais velho de Noé, o pálido Jafé, estando Roma representada como uma fortaleza. Na parte superior do mapa, estaria a Ásia, região dos filhos de Sem (filho de Noé), com Jerusalém ao centro, próxima do Mar Negro e o Paraíso no topo, aparecendo a Torre de Babel e a Arca de Noé entre a Ásia e África. Na parte inferior direita, aparece o continente negro, a África, povoada por outro dos filhos de Noé, Cam, o mais moreno deles e, nesse continente, estariam figuras como elefantes, dragões, monstros e um oásis cristão, a Etiópia.